# Шальксмюле
Шальксмюле (нім. Schalksmühle) — сільська громада в Німеччині, знаходиться в землі Північний Рейн-Вестфалія. Підпорядковується адміністративному округу Арнсберг. Входить до складу району Меркіш.
Площа — 38,2 км2. Населення становить 10 287 ос. (станом на 31 грудня 2020).